# Scatman (Ski-Ba-Bop-Ba-Dop-Bop)
"Scatman (Ski-Ba-Bop-Ba-Dop-Bop)" é o primeiro single do álbum Scatman's World, lançado pelo cantor de eurodance Scatman John em 24 de Novembro de 1994. A letra da canção detalha como ele superou suas dificuldades devido a gagueira tornando ela em uma habilidade de fazer scat, e encoraja as crianças que gaguejam a não desistirem. As vendas do single foram lentas no início, mas a canção começou a ser tocada em várias rádios e eventualmente se tornando muito popular e obtendo sucesso internacionalmente alcançando o primeiro lugar em muitas partes da Europa e entrando na parada musical da Austrália e Japão. A canção foi refeita para um comercial da Good Humor. A canção também esta incluida nos filmes Sem Trapaça Não Tem Graça, Nada a Perder e Sexo sem Complicações. O videoclipe da canção também aparece em um episódio de Beavis and Butt-head. A canção é uma das músicas licenciadas do Jubeat. O videoclipe foi dirigido por Kerstin Mueller.

## Faixas
Estados Unidos CD Maxi-single
| N.º | Título                                               | Duração |  |
| 1.  | "Scatman (Ski-Ba-Bop-Ba-Dop-Bop)" (Basic-Radio)      | 3:20    |  |
| 2.  | "Scatman (Ski-Ba-Bop-Ba-Dop-Bop)" (Spike Radio Edit) | 4:23    |  |
| 3.  | "Scatman (Ski-Ba-Bop-Ba-Dop-Bop)" (Jazz-Level)       | 3:41    |  |
| 4.  | "Scatman (Ski-Ba-Bop-Ba-Dop-Bop)" (Third-Level)      | 5:46    |  |
| 5.  | "Scatman (Ski-Ba-Bop-Ba-Dop-Bop)" (Spike Dub)        | 8:59    |  |

Alemanha CD Maxi-single
| N.º | Título                                             | Duração |  |
| 1.  | "Scatman (Ski-Ba-Bop-Ba-Dop-Bop)" (Basic-Radio)    | 3:30    |  |
| 2.  | "Scatman (Ski-Ba-Bop-Ba-Dop-Bop)" (Jazz-Level)     | 3:41    |  |
| 3.  | "Scatman (Ski-Ba-Bop-Ba-Dop-Bop)" (Second-Level)   | 5:40    |  |
| 4.  | "Scatman (Ski-Ba-Bop-Ba-Dop-Bop)" (Third-Level)    | 5:46    |  |
| 5.  | "Scatman (Ski-Ba-Bop-Ba-Dop-Bop)" (Game-Over-Jazz) | 5:03    |  |

Reino Unido CD Maxi-single
| N.º | Título                                                  | Duração |  |
| 1.  | "Scatman (Ski-Ba-Bop-Ba-Dop-Bop)" (Basic Radio)         | 3:30    |  |
| 2.  | "Scatman (Ski-Ba-Bop-Ba-Dop-Bop)" (Pech Remix)          | 4:55    |  |
| 3.  | "Scatman (Ski-Ba-Bop-Ba-Dop-Bop)" (Arena Di Verona Mix) | 6:04    |  |
| 4.  | "Scatman (Ski-Ba-Bop-Ba-Dop-Bop)" (Third Level Mix)     | 5:46    |  |

DJ Kadozer Mix 2003 Maxi-single
| N.º | Título                                                     | Duração |  |
| 1.  | "Scatman (Ski-Ba-Bop-Ba-Dop-Bop)" (Radio Edit)             | 3:25    |  |
| 2.  | "Scatman (Ski-Ba-Bop-Ba-Dop-Bop)" (Club Mix Short Version) | 3:55    |  |
| 3.  | "Scatman (Ski-Ba-Bop-Ba-Dop-Bop)" (Club Mix)               | 7:06    |  |

## Posições nas paradas musicais
| Parada musical (1995)                               | Melhor posição |
| --------------------------------------------------- | -------------- |
| Alemanha - Germany Top 100 Singles                  | 2              |
| Austrália - ARIA Charts                             | 8              |
| Áustria - Ö3 Austria Top 40                         | 1              |
| Bélgica - Ultratop (Flandres)                       | 1              |
| Bélgica - Ultratop (Valônia)                        | 1              |
| Canadá - Canada RPM Top 100 Singles                 | 84             |
| Canadá - Canada RPM Dance/Urban                     | 1              |
| Estados Unidos - Billboard Hot 100                  | 60             |
| Estados Unidos - Hot Dance Music/Club Play          | 10             |
| Estados Unidos - Hot Dance Music/Maxi-Singles Sales | 15             |
| Estados Unidos - Rhythmic Top 40                    | 40             |
| Estados Unidos - Top 40 Mainstream                  | 40             |
| França - SNEP                                       | 1              |
| Irlanda - IRMA                                      | 1              |
| Japão - Oricon                                      | 36             |
| Noruega - VG-lista                                  | 1              |
| Nova Zelândia - RIANZ                               | 39             |
| Países Baixos - Dutch Top 40                        | 2              |
| Reino Unido - UK Singles Chart                      | 3              |
| Suécia - Sverigetopplistan                          | 2              |
| Suíça - Schweizer Hitparade                         | 1              |

| Parada de fim de ano (1995)                     | Melhor posição |
| ----------------------------------------------- | -------------- |
| Alemanha - Germany Top 100 Singles              | 4              |
| Austrália - ARIA Top 50 Singles                 | 38             |
| Áustria - Ö3 Austria Top 40                     | 8              |
| Bélgica - Ultratop (Flandres)                   | 7              |
| Bélgica - Ultratop (Valônia)                    | 3              |
| Brasil - Top 100 Songs                          | 93             |
| Canadá - Canada RPM Top 50 Dance Tracks of 1995 | 1              |
| França - SNEP                                   | 3              |
| Países Baixos - Dutch Top 40                    | 11             |
| Suíça - Schweizer Hitparade                     | 4              |
| Reino Unido - UK Singles Chart                  | 30             |

### Sucessões em tabelas musicais
| Precedido por "Here Comes the Hotstepper" de Ini Kamoze                                | Danish Singles Chart - Single número 1 4 de março, 1995 - 1 de abril, 1995 (5 semanas)                            | Sucedido por "Sarajevos Born Dem Hab" por diversos artistas                               |
| Precedido por "Old Pop in an Oak" por Rednex "Think Twice" por Céline Dion             | Norwegian VG-Lista - Single número 1 9/1995 (1 semana) 12/1995 (1 semana)                                         | Sucedido por "Think Twice" de Céline Dion                                                 |
| Precedido por "Old Pop in an Oak" por Rednex                                           | Austrian - Single número 1 9 de abril, 1995 - 14 de maio, 1995 (6 semanas)                                        | Sucedido por "Shut Up (And Sleep With Me)" por Sin with Sebastian                         |
| Precedido por "Here Comes The Hotstepper" por Ini Kamoze "Back For Good" por Take That | Eurochart Hot 100 - Single número 1 15 de abril, 1995 (1 semana) 27 de maio, 1995 - 17 de junho, 1995 (4 semanas) | Sucedido por "Back For Good" por Take That "Scream/Childhood" por Michael e Janet Jackson |
| Precedido por "Conquest of Paradise" por Vangelis                                      | Swiss - Single número 1 30 de abril, 1995 - 25 de junho, 1995 (9 semanas)                                         | Sucedido por "Have You Ever Really Loved a Woman?" por Bryan Adams                        |
| Precedido por "Respect" por Alliance Ethnik                                            | Belgian (Wallonia) - Single número 1 6 de maio, 1995 (1 semana)                                                   | Sucedido por "Pour que tu m'aimes encore" por Céline Dion                                 |
| Precedido por "Key to My Life" por Boyzone                                             | Irish IRMA - Single número 1 20 de maio, 1995 - 27 de maio, 1995 (2 semanas)                                      | Sucedido por "Hold Me, Thrill Me, Kiss Me, Kill Me" por U2                                |
| Precedido por "Think Twice" por Céline Dion                                            | Belgian (Flanders) - Single número 1 20 de maio, 1995 - 27 de maio, 1995 (2 semanas)                              | Sucedido por "Think Twice" por Céline Dion                                                |
| Precedido por "Pour que tu m'aimes encore" por Céline Dion                             | French SNEP - Single número 1 1 de julho, 1995 (1 semana)                                                         | Sucedido por "Pour que tu m'aimes encore" por Céline Dion                                 |
| Precedido por "Be My Lover" por La Bouche                                              | Canadian RPM Dance chart - Single número 1 28 de agosto, 1995 - 18 de setembro, 1995 (4 semanas)                  | Sucedido por "Fat Boy" por Max-A-Million                                                  |